# Sztrazsa (Lipkovo)
Sztrazsa (macedónul: Стража, albánul Strazha) település Észak-Macedóniában, a Északkeleti körzetben, Lipkovo községben.

## Népesség
| Lakosok száma | 169  | 171  | 158  | 89   |      |
|               | 1948 | 1953 | 1961 | 1971 | 1981 |

- 2002-ben lakatlan település. Korábban albánok lakták.